# Thể dục dụng cụ tại Đại hội Thể thao Đông Nam Á 2007

Thể dục dụng cụ tại Đại hội Thể thao Đông Nam Á năm 2007 được tổ chức từ ngày 6 đến ngày 15 tháng 12 năm 2007 tại Nhà thi đấu Gymnasium 1, thuộc His Majesty the King’s Birthday 80th Anniversary Stadium, Nakhon Ratchasima, Thái Lan. Nội dung thi đấu được chia thành ba phân môn: thể dục nghệ thuật, thể dục nhịp điệu và thể dục aerobic. Đoàn chủ nhà Thái Lan giành vị trí nhất toàn đoàn với 10 huy chương vàng. 

## Bảng huy chương
| Hạng               | Đoàn               | Vàng | Bạc | Đồng | Tổng số |
| ------------------ | ------------------ | ---- | --- | ---- | ------- |
| 1                  | Thái Lan (THA)     | 10   | 10  | 4    | 24      |
| 2                  | Việt Nam (VIE)     | 6    | 6   | 6    | 18      |
| 3                  | Malaysia (MAS)     | 6    | 4   | 9    | 19      |
| 4                  | Singapore (SIN)    | 4    | 3   | 1    | 8       |
| 5                  | Indonesia (INA)    | 1    | 0   | 3    | 4       |
| Tổng số (5 đơn vị) | Tổng số (5 đơn vị) | 27   | 23  | 23   | 73      |

## Tóm tắt kết quả

### Thể dục nghệ thuật

#### Nam
| Nội dung           | Vàng | Bạc | Đồng |
| ------------------ | --- | --- | --- |
| Toàn năng đồng đội | Thái Lan · Suriyen Chanduang · Rartchawat Kaewpanya · Thitipong Sukdee · Saran Suwansa · Sattra Suwansa · Kittipong Yudee | Việt Nam · Hầu Trung Linh · Hoàng Cường · Nguyễn Hà Thanh · Nguyễn Minh Tuấn · Phạm Phước Hưng · Trương Minh Sang | Malaysia · Mohd Azlan Shah Ismail · Mohd Azzam Azmi · Mohd Shahril Johari · Lum Wan Foong · Onn Kwang Tung · Ooi Wei Siang |
| Toàn năng cá nhân  | Rartchawat Kaewpanya · Thái Lan                                                                                           | Ooi Wei Siang · Malaysia                                                                                          | Trương Minh Sang · Việt Nam                                                                                                |
| Thể dục tự do      | Rartchawat Kaewpanya · Thái Lan                                                                                           | Hoàng Cường · Việt Nam                                                                                            | Saran Suwansa · Thái Lan                                                                                                   |
| Xà đơn             | Ooi Wei Siang · Malaysia                                                                                                  | không trao huy chương                                                                                             | Rartchawat Kaewpanya · Thái Lan                                                                                            |
| Xà đơn             | Phạm Phước Hưng · Việt Nam                                                                                                | không trao huy chương                                                                                             | Rartchawat Kaewpanya · Thái Lan                                                                                            |
| Xà kép             | Nguyễn Hà Thanh · Việt Nam                                                                                                | Phạm Phước Hưng · Việt Nam                                                                                        | Rartchawat Kaewpanya · Thái Lan                                                                                            |
| Ngựa tay quay      | Thitipong Sukdee · Thái Lan                                                                                               | Rartchawat Kaewpanya · Thái Lan                                                                                   | David Jonathan Chan · Singapore                                                                                            |
| Vòng treo          | Nguyễn Minh Tuấn · Việt Nam                                                                                               | Thitipong Sukdee · Thái Lan                                                                                       | Ooi Wei Siang · Malaysia                                                                                                   |
| Nhảy chống         | Mohammad Aldilla Akbar · Indonesia                                                                                        | Rartchawat Kaewpanya · Thái Lan                                                                                   | Ooi Wei Siang · Malaysia                                                                                                   |

#### Nữ
| Nội dung           | Vàng | Bạc | Đồng |
| ------------------ | --- | --- | --- |
| Toàn năng đồng đội | Singapore · Lim Heem Wei · Nur Atikah Nabilah · Sarah Ng Hui Min · Nazyra Suhairi · Tabitha Tay Jia Hui · Nicole Tay Xi Hui | Việt Nam · Đặng Thị Thu Thủy · Đỗ Thị Ngân Thương · Đỗ Thị Thu Huyền · Dương Minh Hằng · Nguyễn Thùy Dương · Phan Thị Hà Thanh | Malaysia · Nurul Fatiha Abdul Hamid · Nabihah Ali · Tracie Ang · Sau Wah Chan · Noor Hasleen Fatihin Hasnan · Loh Hui Xin |
| Toàn năng cá nhân  | Tabitha Tay Jia Hui · Singapore                                                                                             | không trao huy chương | Đỗ Thị Ngân Thương · Việt Nam                                                                                             |
| Toàn năng cá nhân  | Nicole Tay Xi Hui · Singapore                                                                                               | không trao huy chương | Đỗ Thị Ngân Thương · Việt Nam                                                                                             |
| Cầu thăng bằng     | Đỗ Thị Ngân Thương · Việt Nam                                                                                               | Sau Wah Chan · Malaysia | Dewi Prahara · Indonesia                                                                                                  |
| Thể dục tự do      | Tabitha Tay Jia Hui · Singapore                                                                                             | Nicole Tay Xi Hui · Singapore                                                                                                  | Đỗ Thị Ngân Thương · Việt Nam                                                                                             |
| Xà lệch            | Sau Wah Chan · Malaysia | Nicole Tay Xi Hui · Singapore                                                                                                  | Nguyễn Thùy Dương · Việt Nam                                                                                              |
| Nhảy chống         | Phan Thị Hà Thanh · Việt Nam                                                                                                | Natthakarn Khanchai · Thái Lan                                                                                                 | không trao huy chương |
| Nhảy chống         | Phan Thị Hà Thanh · Việt Nam                                                                                                | Kanokpron Martin · Thái Lan | không trao huy chương |
| Nhảy chống         | Phan Thị Hà Thanh · Việt Nam                                                                                                | Tabitha Tay Jia Hui · Singapore                                                                                                | không trao huy chương |

### Thể dục nhịp điệu

#### Nữ
| Nội dung           | Vàng                                                                                          | Bạc                                                                                         | Đồng                                                                        |
| ------------------ | --------------------------------------------------------------------------------------------- | ------------------------------------------------------------------------------------------- | --------------------------------------------------------------------------- |
| Toàn năng đồng đội | Malaysia · Foong Seow Ting · Jaime Lee Yoke Jeng · Wen Chean Lim · Wan Siti Haniza Wan Izahar | Thái Lan · Natnaree Chimplee · Waraporn Potnsirijanya · Tharatip Sridee · Chariya Srisamart | Việt Nam · Lê Viết Hà · Lưu Hoài Thu · Nguyễn Thị Trang · Trần Thị Minh Thu |
| Toàn năng cá nhân  | Tharatip Sridee · Thái Lan                                                                    | Wen Chean Lim · Malaysia                                                                    | Foong Seow Ting · Malaysia                                                  |
| Chùy               | Wen Chean Lim · Malaysia                                                                      | Tharatip Sridee · Thái Lan                                                                  | Foong Seow Ting · Malaysia                                                  |
| Vòng               | Tharatip Sridee · Thái Lan                                                                    | Wen Chean Lim · Malaysia                                                                    | Jaime Lee Yoke Jeng · Malaysia                                              |
| Lụa                | Wen Chean Lim · Malaysia                                                                      | Tharatip Sridee · Thái Lan                                                                  | Foong Seow Ting · Malaysia                                                  |
| Dây                | Wen Chean Lim · Malaysia                                                                      | Tharatip Sridee · Thái Lan                                                                  | Foong Seow Ting · Malaysia                                                  |

### Thể dục Aerobic
| Nội dung    | Vàng                                                                      | Bạc                                                             | Đồng                                                            |
| ----------- | ------------------------------------------------------------------------- | --------------------------------------------------------------- | --------------------------------------------------------------- |
| Cá nhân nam | Kittipong Tawinun · Thái Lan                                              | Phairach Thotkhamchai · Thái Lan                                | Nguyễn Thiện Phương · Việt Nam                                  |
| Cá nhân nữ  | Roypim Ngampeerapong · Thái Lan                                           | Nguyễn Phương Thành · Việt Nam                                  | Suwadee Phrutichai · Thái Lan                                   |
| Đôi nam nữ  | Thái Lan · Nattawut Pimpa · Roypim Ngampeerapong                          | không trao huy chương                                           | Indonesia · Lody Lontoh · Tyana Dewi Koesumawati                |
| Đôi nam nữ  | Việt Nam · Trần Thị Thu Hà · Vũ Bá Đông                                   | không trao huy chương                                           | Indonesia · Lody Lontoh · Tyana Dewi Koesumawati                |
| Bộ ba nam   | Thái Lan · Kittipong Tawinun · Phairach Thotkhamchai · Chanchalak Yiammit | Việt Nam · Nguyễn Xuân Giang · Nguyễn Thiện Phương · Vũ Bá Đông | Indonesia · Lody Lontoh · Faizal Amirullah · Ardi Dedek Saputra |